# Super ShowDown (2020)
Super ShowDown (2020) foi um evento de luta livre profissional produzido pela WWE e transmitido em formato pay-per-view (PPV) pelo WWE Network e contou com a participação de lutadores das marcas Raw e SmackDown. Aconteceu no dia 27 de fevereiro de 2020 na Arena Mohammed Abdu no Boulevard em Riyadh, Arábia Saudita. Foi o terceiro evento promovido sob a cronologia Super ShowDown e o quinto evento sob a parceria de 10 anos da WWE apoiando a Saudi Vision 2030.
Dez lutas foram disputadas no evento, incluindo uma no pré-show. No evento principal, Goldberg derrotou "The Fiend" Bray Wyatt para ganhar o Campeonato Universal pela segunda vez, dando ao personagem Fiend de Wyatt sua primeira derrota. Goldberg também se tornou o primeiro lutador a ganhar um campeonato mundial depois de ser introduzido no Hall da Fama da WWE. Outras lutas proeminentes viram Brock Lesnar reter o Campeonato da WWE contra Ricochet, Bayley derrotou Naomi para reter o Campeonato Feminino do SmackDown, que foi a primeira luta por um título feminino disputada no país, e Roman Reigns derrotou King Corbin em uma luta Steel Cage. The Undertaker também fez um retorno surpresa como um participante não anunciado na luta gauntlet e, por fim, eliminou AJ Styles para ganhar o Troféu Tuwaiq Mountain.
O evento recebeu críticas negativas, com as lutas pelo Campeonato Universal e pelo Campeonato da WWE, a luta gauntlet e Reigns vs. Corbin sendo amplamente criticado, e a decisão de fazer Goldberg derrotar Wyatt sendo universalmente apontada como uma má decisão de reserva . No entanto, as duas lutas pelos títulos de duplas receberam alguns elogios, com The New Day ( Big E e Kofi Kingston ) vs. The Miz e John Morrison pelo Campeonato de Duplas d SmackDown sendo apontada como a melhor luta da noite pela maioria dos críticos. Vários meios de comunicação notaram a reação hostil dos fãs ao evento, em particular à vitória de Goldberg sobre Wyatt.

## Produção

### Conceito
No início de 2018, a WWE iniciou uma parceria estratégica multiplataforma de 10 anos com a General Sports Authority em apoio à Saudi Vision 2030, o programa de reforma social e econômica da Arábia Saudita. O primeiro evento desta nova parceria, o Greatest Royal Rumble, foi realizado no King Abdullah International Stadium da King Abdullah Sports City em Jeddah em 27 de abril. O terceiro evento, Super ShowDown, foi anunciado para ocorrer no dia 7 de junho de 2019 no mesmo local. Isso também marcou o segundo evento sob a cronologia do Super ShowDown, o primeiro dos quais foi realizado em 6 de outubro de 2018 em Melbourne, Victoria, Austrália. Um terceiro Super ShowDown foi anunciado oficialmente durante o Royal Rumble, agendado para 27 de fevereiro.
Em 30 de janeiro de 2020, o jornalista da PWInsider.com Mike Johnson relatou que Hulk Hogan faria uma aparição no evento. Antes do evento, The Undertaker foi visto chegando com o pessoal da WWE no aeroporto de Riyadh.

### Histórias
O evento contou com dez lutas, incluindo uma no pré-show. As lutas resultaram de histórias roteirizadas, em que os lutadores retratavam heróis, vilões ou personagens menos distintos em eventos roteirizados que geravam tensão e culminavam em uma luta ou série de lutas. Os resultados foram predeterminados pelos escritores da WWE nas marcas Raw e SmackDown, enquanto as histórias foram produzidas nos programas semanais de televisão da WWE, Monday Night Raw e Friday Night SmackDown.
Depois que a WWE anunciou que John Morrison - que lutou pela última vez na WWE em 2011 - havia assinado novamente com a empresa, Morrison fez sua primeira aparição no episódio de 3 de janeiro do SmackDown em uma breve entrevista nos bastidores, saindo do vestiário de The Miz. Os dois se reuniram formalmente na semana seguinte durante um segmento do "Miz TV", no qual Morrison criticou os fãs por se voltarem contra Miz na semana anterior depois que ele atacou Kofi Kingston após sua luta. Miz e Morrison então começaram a rivalizar com os campeões de Duplas do SmackDown The New Day (Big E e Kofi Kingston) em que Morrison derrotaria Kingston e Big E nos próximos dois episódios, respectivamente. No episódio de 31 de janeiro, Miz e Morrison derrotaram Heavy Machinery (Otis e Tucker), Lucha House Party (Lince Dorado e Gran Metalik) e The Revival (Scott Dawson e Dash Wilder) em uma luta fatal four-way de duplas para ganharem uma luta pelo título contra o The New Day no Super ShowDown.
No Raw de 20 de Janeiro, o Campeão da WWE Brock Lesnar declarou-se como o primeiro participante no combate masculino do Royal Rumble, pois sentia que ninguém era digno de o desafiar pelo título. Ricochet interrompeu-o e declarou que não tinha medo de lutar contra Lesnar e perguntou se Lesnar tinha medo de lutar com ele. Em resposta, Lesnar atacou Ricochet com um golpe baixo e disse que não estava com medo. No Royal Rumble, Lesnar dominou a primeira metade da luta Royal Rumble até que Ricochet entrou como décimo quinto participante. Em resposta ao que Lesnar fez com ele no Raw, Ricochet atacou Lesnar por trás com um golpe baixo, o que permitiu ao eventual vencedor Drew McIntyre eliminá-lo com um Claymore Kick. No Raw de 3 de fevereiro, Ricochet derrotou Bobby Lashley e Seth Rollins em uma luta Triple Threat para ganhar a oportunidade pelo Campeonato da WWE contra Lesnar no Super ShowDown.
No Royal Rumble, Roman Reigns derrotou King Corbin em uma lutad Falls Count Anywhere ; ambos também competiram na luta Royal Rumble, mas não tiveram sucesso. Reigns e The Usos (Jey Uso e Jimmy Uso) derrotaram Corbin, Dolph Ziggler e Robert Roode no SmackDown seguinte, em uma luta de trios, em que o perdedor teria que comer comida de cachorro. Na semana seguinte, Corbin afirmou que deveria ter vencido todas aquelas lutas e que teria vencido aquelas contra Reigns se não fosse pela interferência dos Usos. Ele então exigiu mais uma luta com Reigns, que saiu e atacou Corbin, que conseguiu escapar. Posteriormente, Reigns aceitou o desafio como uma luta steel cage, que estava marcada para o Super ShowDown.
No episódio de 7 de fevereiro do SmackDown, o WWE Hall of Famer Goldberg foi entrevistado de sua casa via satélite. Ele afirmou que depois de assistir ao Royal Rumble, ele teve vontade de voltar ao ringue - sua última luta foi no SummerSlam em agosto de 2019. Com seu antigo rival Brock Lesnar ocupado com Ricochet e Drew McIntyre pelo Campeonato da WWE, Goldberg voltou sua atenção para o Campeonato Universal, já que nunca recebeu uma revanche pelo título depois de perdê-lo para Lesnar na WrestleMania 33 em 2017. Depois que o Campeão Universal Bray Wyatt interrompeu Goldberg com uma nova versão especial da Firefly Fun House, Goldberg desafiou o alter-ego de Wyatt "The Fiend" para uma luta pelo Campeonato Universal e Wyatt disse que "The Fiend" aceitou. A luta foi então marcada para o Super ShowDown.
No Raw de 10 de fevereiro, uma luta gauntlet pelo primeiro Troféu Tuwaiq foi agendada para o Super ShowDown. AJ Styles, o campeão dos Estados Unidos Andrade, Bobby Lashley, Erick Rowan, R-Truth e Rusev foram anunciados para a luta. Rusev, entretanto, foi removido da luta e substituído por Rey Mysterio no Raw de 24 de fevereiro.
No Royal Rumble durante a luta feminina do Royal Rumble, Naomi fez um retorno surpresa após um hiato de seis meses, enquanto mais tarde no show, Bayley manteve o Campeonato Feminino do SmackDown contra Lacey Evans. No SmackDown seguinte, Bayley afirmou que havia derrotado todas as mulheres do elenco. Naomi interrompeu, contestando a afirmação, pois Bayley nunca havia batido ela. Na semana seguinte, Naomi participou de uma luta fatal four-way para determinar a próxima oponente de Bayley, que foi vencida por Carmella, que enfrentou Bayley pelo título no episódio de 14 de fevereiro; no entanto, Bayley manteve-se após usar as cordas como alavanca para imobilizar Carmella. Após a luta, Carmella e Naomi atacaram Bayley. Uma luta entre Carmella e Naomi foi agendada para a semana seguinte e Naomi venceu, ganhando assim uma luta pelo título contra Bayley no Super ShowDown, marcando a segunda luta feminina a ser realizada na Arábia Saudita, mas a primeira a ser disputada por um título.
No Raw de 17 de fevereiro, depois de Kevin Owens e The Viking Raiders (Erik e Ivar) derrotarem Murphy e AOP (Akam e Rezar) por desqualificação devido à interferência de Seth Rollins, The Street Profits (Angelo Dawkins e Montez Ford) ajudaram Owens e The Viking Raiders atacando Murphy, Akam e Rezar enquanto Rollins recuava. Mais tarde, Rollins e Murphy foram escalados para defender o Campeonato de Duplas do Raw contra The Street Profits no Super ShowDown.
No episódio de 26 de fevereiro do The Bump, três outras lutas foram anunciadas para o Super ShowDown. O lutador da Arábia Saudita e do NXT, Mansoor, estava escalado para enfrentar Dolph Ziggler, Humberto Carrillo tinha uma revanche com Angel Garza do NXT no Raw de 24 de fevereiro, e os Viking Raiders (Erik e Ivar) estavam programados para enfrentar The OC (Luke Gallows e Karl Anderson) no pré-show do Super ShowDown.

## Evento
| Função:                 | Nome:              |
| ----------------------- | ------------------ |
| Comentaristas em inglês | Michael Cole       |
| Comentaristas em inglês | Corey Graves       |
| Comentaristas em inglês | Byron Saxton       |
| Comentaristas em árabe  | Faisal Almughaisib |
| Comentaristas em árabe  | Jude Aldajani      |
| Anunciador de ringue    | Mike Rome          |
| Árbitros                | Shawn Bennett      |
| Árbitros                | John Cone          |
| Árbitros                | Darrick Moore      |
| Árbitros                | Eddie Orengo       |
| Árbitros                | Chad Patton        |
| Entrevistador           | Byron Saxton       |
| Painel de pré-exibição  | Charly Caruso      |
| Painel de pré-exibição  | Scott Stanford     |
| Painel de pré-exibição  | David Otunga       |

### Pré-show
Durante o pré-show do Super ShowDown, os Viking Raiders (Erik e Ivar) enfrentaram The OC (Luke Gallows e Karl Anderson). No final, quando Ivar tentou um moonsault em Anderson, o último saiu do caminho e acertou Gallows. O OC então executou o Magic Killer em Ivar para vencer a luta.

### Lutas preliminares
O pay-per-view começou com a luta gauntlet pelo Troféu Tuwaiq Mountain. A luta começou com R-Truth e Bobby Lashley (acompanhado por Lana ) como os dois primeiros participantes. Truth eliminou Lashley com um roll up. Após sua eliminação, Lashley atacou Truth. O terceiro participante foi o campeão dos Estados Unidos Andrade, que foi eliminado após troca de cabeçada com Truth, após o que Truth acertou em cima de Andrade para o pin. O quarto participante foi Erick Rowan. Durante a luta, Rowan jogou Truth nos degraus do ringue que derrubou a gaiola de Rowan que estava no topo dos degraus. Um irado Rowan então atacou Truth com os degraus de aço, sendo assim eliminado por desqualificação. O penúltimo participante foi AJ Styles, que eliminou Truth finalizando-o com o Calf Crusher. O participante final foi originalmente Rey Mysterio, no entanto, Mysterio foi atacado nos bastidores por The OC (Luke Gallows e Karl Anderson). Styles, então, se declarou o vencedor por desistência, no entanto, o árbitro declarou que Styles só venceria por desistência se Mysterio não chegasse ao ringue na contagem de dez. Enquanto o árbitro fazia a contagem, a câmera cortou os bastidores e mostrou que The OC foi atacado por The Undertaker, que então fez sua entrada, tomando o lugar de Mysterio. The Undertaker então executou um Chokeslam em um Styles surpreso para vencer a luta e o troféu.
Em seguida, The New Day (Big E e Kofi Kingston) defendeu o Campeonato de Duplas do SmackDown contra The Miz e John Morrison. Durante a luta, Kingston tentou um suicide dive em Miz que estava fora do ringue, porém Miz desviou de Kingston. Miz executou um Skull Crushing Finale em Big E mas não conseguiu o pin. No clímax, Morrison atacou Kingston com uma cadeira e Miz fez um roll-up em Kingston para ganhar o título.
Depois disso, Humberto Carrillo enfrentou Angel Garza. No final, Garza fez um roll-up em Carrillo para vencer a luta.
Na quarta luta, Seth Rollins e Murphy defenderam o Campeonato de Duplas do Raw contra The Street Profits (Angelo Dawkins e Montez Ford). Depois de Murphy executar um Ripcord Knee em Dawkins, ele caiu na corda do ringue inferior, permitindo Rollins executar um Stomp em Dawkins. Murphy então derrotou Dawkins para reter o título.
Em seguida, Mansoor enfrentou Dolph Ziggler (acompanhado por Robert Roode). Antes da luta começar oficialmente, Roode teve uma interação com Mansoor, após a qual Mansoor atacou Roode. Isso resultou na expulsão de Roode do ringue. No final, Mansoor executou um moonsault em Ziggler para vencer a luta. Após a luta, Mansoor fez um discurso emocionante para a multidão de sua cidade natal.
Depois disso, Brock Lesnar (acompanhado por Paul Heyman) defendeu o Campeonato da WWE contra Ricochet. Lesnar realizou três German suplexes e um F-5 em Ricochet para reter o título em menos de dois minutos.
Em seguida, Roman Reigns lutou contra King Corbin em uma luta Steel Cage. Reigns estava carregando uma corrente em volta do pescoço e quando Reigns trancou a porta da gaiola com ela, Corbin atacou Reigns. Durante a luta, Corbin conseguiu destrancar a porta da gaiola. Enquanto Corbin tentava escapar, Reigns atacou Corbin com a porta da gaiola. Corbin zombou de Reigns e tentou realizar seu próprio Superman Punch em Reigns, mas com a corrente enrolada em seu punho, no entanto, Reigns interceptou Corbin. No final, Reigns executou um Superman Punch (com a corrente enrolada em seu punho) em Corbin para vencer a luta.
Na penúltima luta, Bayley defendeu o Campeonato Feminino do SmackDown contra Naomi. No final, Bayley prendeu a perna de Naomi em sua camisa e fez um facebuster em Naomi para reter o título. Devido à lei do país, ambas as mulheres usavam camisetas.

### Evento principal
Na luta principal, "The Fiend" Bray Wyatt defendeu o Campeonato Universal contra Goldberg. Depois de um olhar fixo para baixo, Goldberg rapidamente executou um Spear em The Fiend, mas The Fiend fez o kick out. The Fiend então aplicou a Mandible Claw em Goldberg, que conseguiu se livrar. Goldberg executou mais três spears. The Fiend então sentou-se para um Goldberg surpreso e aplicou outro Mandible Claw nele, no entanto, Goldberg conseguiu se livrar novamente e executou uma Jackhammer no Fiend para ganhar o título pela segunda vez, tornando-se o primeiro lutador a ganhar um campeonato mundial após ser introduzido no Hall da Fama da WWE. Isso também deu a The Fiend sua primeira derrota desde a estreia do personagem. Após a luta, The Fiend rapidamente se levantou e olhou para um Goldberg comemorando, mas The Fiend desapareceu depois que as luzes se apagaram.

## Recepção
O evento recebeu reações negativas gerais de fãs e críticos, com as lutas peloTroféu Tuwaiq, pelo Campeonato da WWE e o Campeonato Universal sendo quase universalmente criticadas. Jason Powell do Pro Wrestling Dot Net chamando-o de "um show não quente" e deu uma crítica negativa, enquanto Nolan Howell do SLAM! fez o mesmo, chamando-o de "chato" e afirmando: "O máximo que você pode esperar é que esses programas [na Arábia Saudita] acabem sendo inofensivos e esse programa APENAS conseguiu passar dessa marca." Elton Jones do Heavy afirmou que continuou o hábito da WWE de pay-per-views fracos na Arábia Saudita, chamando-o de "mais um show abaixo da média cheio de lutas básicas que pertencem a um show doméstico, decisões de reserva intrigantes e apenas uma ou duas lutas que valem a pena assistir novamente." Larry Csonka da 411mania deu ao evento uma classificação de 4,5/10, enquanto Daniel Van Boom da CNET afirmou que "a esmagadora maioria do card foi apenas OK. Não é terrível, não é bom, apenas ali." A reação negativa dos fãs ao evento (principalmente à vitória de Goldberg) foi notada por vários meios de comunicação; a hashtag "CancelWWENetwork" se tornou um tópico de tendência, semelhante a outros eventos recentes da WWE mal recebidos. Sports Illustrated afirmou que os fãs estavam "incandescentes sobre o que aconteceu".
Os combates pelo Campeonato da WWE Championship e pelo Campeonato Universal foram universalmente criticados por sua curta duração e por prejudicar a credibilidade de seus respectivos perdedores, em particular de Wyatt. A CBS Sports deu a luta pelo Campeonato da WWE uma classificação D (a mais baixa do card), chamando-o de "uma completa perda de tempo e mais um prego no caixão que é o booking de Ricochet na WWE." Eles classificaram a luta pelo Campeonato Universal com um D + e criticaram o booking, afirmando: "A duração da luta fez sentido devido à idade e nível de energia de Goldberg, mas pelo fato de que ele foi capaz de vencer The Fiend tão facilmente enquanto uma dúzia de Stomps de Seth Rollins não conseguiu derrubá-lo não faz absolutamente nenhum sentido de booking. Isso sem mencionar o fato de que Goldberg de 53 anos atropelou um cara em Wyatt que a WWE tem construído especificamente para 'Mania nos últimos quatro meses em 2:57."
A luta pelo Troféu Tuwaiq foi criticada por sua duração e reviravolta final, com alguns críticos comparando o final à vitória de Shane McMahon na Copa do Mundo da WWE em 2018. A Pro Wrestling Dot Net chamou a luta de "ridícula'. A 411mania também comparou-a à Copa do Mundo da WWE, afirmando que "[ WWE] matou outro combate especial saudita com um vencedor que nem estava envolvido."; Deram ao combate uma classificação de 1/5, afirmando" isto foi mau, por muito tempo por muito tempo".
Por outro lado, as duas lutas pelos campeonatos de duplas foram elogiadas, com a luta pelo Campeonato de Duplas do SmackDown sendo apontada como a melhor luta da noite pela maioria. A CBS Sports descreveu a luta  como tendo uma "ação de tag muito boa", elogiando particularmente as performances de John Morrison e Kofi Kingston. Eles também descreveram a luta pelo Campeonato de Duplas do Raw como uma "luta emocionante e divertida que [tinha] facilmente roubado o show até [aquele] ponto." Heavy chamou a luta pelo Campeonato de Duplas do SmackDown de luta da noite, dando-lhe uma classificação de 3,5/5 e afirmando que "os adereços são enviados para ambas as equipes por um trabalho bem feito. [. . . ] O que obtivemos aqui foi um confronto divertido e bem disputado que culminou com uma bem-vinda mudança de título. Eles também deram ao combate no Raw uma classificação de 3/5, chamando-o de "um caso divertido e sólido". O Pro Wrestling Dot Net também reagiu positivamente à luta do SmackDown, afirmando que teve "uma boa ação no final das contas". As lutas pelos títulos de duplas foram as únicas lutas a receber uma classificação média ou superior do SLAM!, que afirmou sobre a luta pelo título do SmackDown: "Miz e Morrison não perderam o ritmo em seu retorno e suas reviravoltas ao New Day jogaram muito bem aqui" e classificou-o como 3.25/5, a luta com maior classificação do card.

## Após o evento

### SmackDown
O novo Campeão Universal Goldberg apareceu no episódio da noite seguinte do SmackDown e lançou um desafio aberto que foi aceito por Roman Reigns. A luta foi marcada para a WrestleMania 36, mas devido a preocupações com a saúde de Reigns por causa da pandemia de COVID-19, ele foi substituído por Braun Strowman na luta.
Após sua derrota para Goldberg, "The Fiend" Bray Wyatt apareceu no episódio da noite seguinte de SmackDown e confrontou John Cena, que estava aparentemente anunciando sua aposentadoria. The Fiend desafiou Cena para uma luta na WrestleMania 36 e Cena aceitou.
A campeã feminina do SmackDown Bayley se recusou a enfrentar Naomi em uma revanche, afirmando que ela já a derrotou no Super ShowDown. Bayley então apresentou Sasha Banks que estava voltando e ela e Bayley começaram a atacar Naomi. Lacey Evans veio para igualar as chances e uma luta de duplas com Evans e Naomi contra Banks e Bayley foi agendada. Naomi e Evans ganharam com Naomi derrotando Bayley. Bayley foi escalada para defender seu título em uma luta fatal five-way de eliminação contra as outras três mulheres, bem como Tamina que havia retornado, na WrestleMania 36.
Depois de vencer o Campeonato de Duplas do SmackDown, The Miz e John Morrison foram escalados para defender o título em uma luta Elimination Chamber de duplas no Elimination Chamber. Os desafiantes anunciados para a luta foram os ex-campeões The New Day (Big E e Kofi Kingston), The Usos (Jey Uso e Jimmy Uso), Heavy Machinery (Otis e Tucker), Lucha House Party (Lince Dorado e Gran Metalik) e Dolph Ziggler e Robert Roode.

### Raw
No Raw seguinte, um descontente AJ Styles zombou de The Undertaker por ainda lutar e emitiu um aviso. The Undertaker, por sua vez, custou a Styles sua luta no Elimination Chamber. Styles eventualmente desafiou Undertaker para uma luta na WrestleMania 36 como uma luta Boneyard que Undertaker aceitou, fazendo uma promo semelhante a sua gimmick de "American Bad Ass" (por volta de 2000-2003).
No Raw seguinte, The Street Profits (Angelo Dawkins e Montez Ford) tiveram uma oportunidade final pelo Campeonato de Duplas do Raw onde derrotaram Rollins e Murphy para ganhar o título. Outra revanche foi então marcada para o Elimination Chamber.
Ainda no Raw, Humberto Carrillo fez dupla com Rey Mysterio para enfrentar Angel Garza e o campeão dos Estados Unidos Andrade. Carrillo derrotou Andrade, ganhando uma luta pelo título no Elimination Chamber.

## Resultados
| Nº                                          | Resultados                                                                             | Estipulações                                          | Tempo |
| ------------------------------------------- | -------------------------------------------------------------------------------------- | ----------------------------------------------------- | ----- |
| Pré- show                                   | The O.C. (Luke Gallows e Karl Anderson) derrotaram The Viking Raiders (Erik e Ivar)    | Luta de duplas                                        | 9:58  |
| 1                                           | The Undertaker derrotou AJ Styles, Andrade, Bobby Lashley, Erick Rowan, e R-Truth      | Luta gauntlet pelo troféu Tuwaiq Mountain             | 21:44 |
| 2                                           | John Morrison e The Miz derrotaram The New Day (Big E e Kofi Kingston) (c)             | Luta de duplas pelo Canpeonato de Duplas do SmackDown | 13:17 |
| 3                                           | Angel Garza derrotou Humberto Carrillo                                                 | Luta individual                                       | 9:13  |
| 4                                           | Seth Rollins e Murphy (c) derrotaram The Street Profits (Angelo Dawkins e Montez Ford) | Luta de duplas pelo Campeonato de Duplas do Raw       | 10:35 |
| 5                                           | Mansoor derrotou Dolph Ziggler                                                         | Luta individual                                       | 9:21  |
| 6                                           | Brock Lesnar (com Paul Heyman) (c) derrotou Ricochet                                   | Luta individual pelo Campeonato da WWE                | 1:34  |
| 7                                           | Roman Reigns derrotou King Corbin                                                      | Luta Steel Cage                                       | 12:59 |
| 8                                           | Bayley (c) derrotou Naomi                                                              | Luta individual pelo Campeonato Feminino do SmackDown | 11:33 |
| 9                                           | Goldberg derrotou "The Fiend" Bray Wyatt (c)                                           | Luta individual pleo Campeonato Universal             | 2:56  |
| (c) – Refere-se aos campeões antes da luta. |                                                                                        |                                                       |       |

1. ↑  The Undertaker substitiuiu Rey Mysterio após Mysterio ser atacado pelo The O.C..

### Luta Gauntlet pelo Troféu Tuwaiq
| Ordem de eliminação | Lutador        | Ordem de entrada | Eliminado por  | Método          | Tempo |
| ------------------- | -------------- | ---------------- | -------------- | --------------- | ----- |
| 1º                  | Bobby Lashley  | 2º               | R-Truth        | Pinfall         | 5h40  |
| 2º                  | Andrade        | 3º               | R-Truth        | Pinfall         | 10h50 |
| 3º                  | Erick Rowan    | 4º               | R-Truth        | Desqualificação | 12h20 |
| 4º                  | R-Truth        | 1º               | AJ Styles      | Submissão       | 15:00 |
| 5º                  | AJ Styles      | 5º               | The Undertaker | Pinfall         | 21:44 |
| Vencedor            | The Undertaker | 6º               | —              | —               | —     |